# Уэстборо (Оттава)

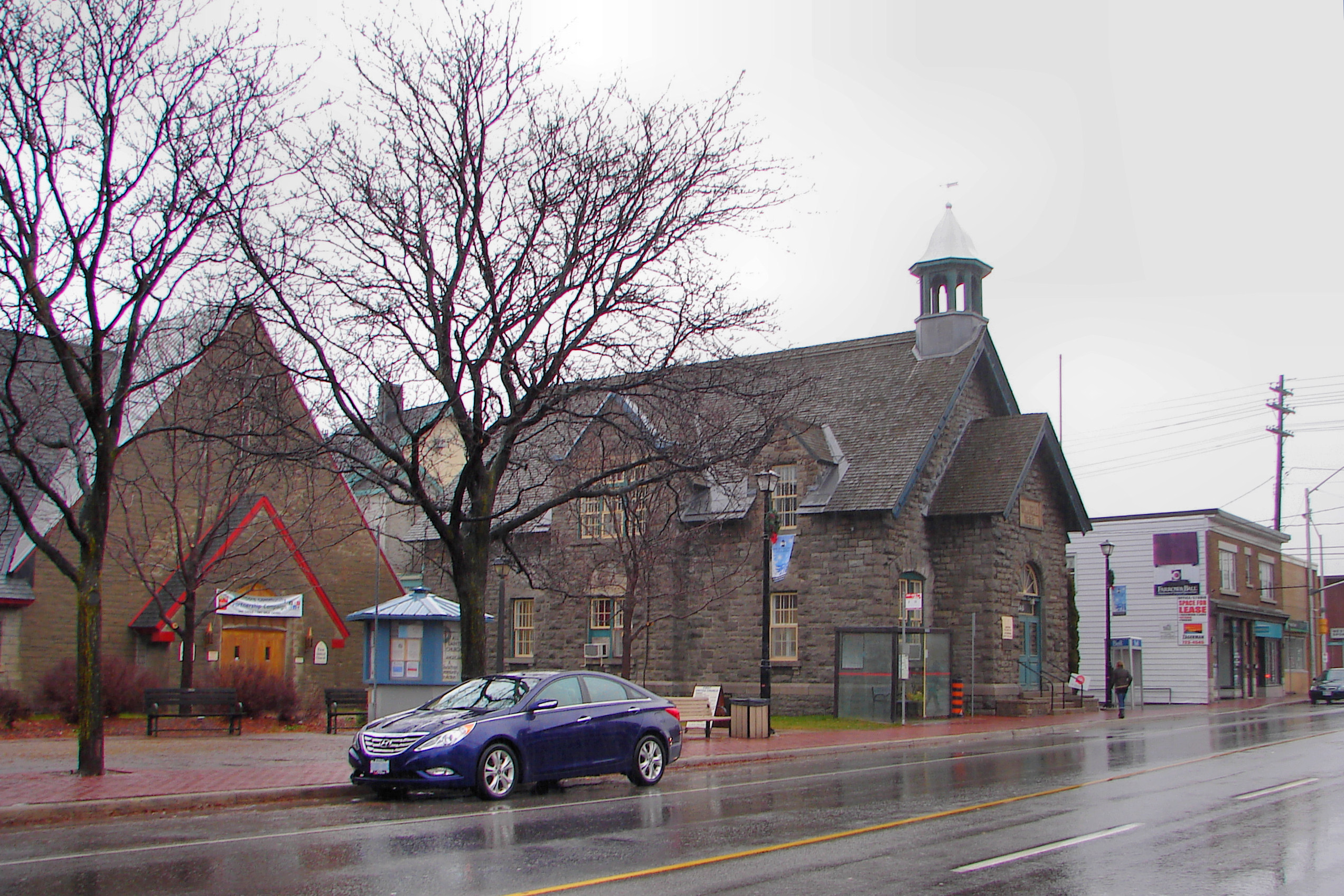
Бывшая ратуша Уэстборо.

Уэстборо, (англ. Westboro) — район г. Оттава, неофициальное название Деревня Уэстборо, англ. Westboro Village. Расположен вдоль берега реки Оттава, которая является его северной границей, к востоку от шоссе Айленд-Парк-драйв и к западу от Вудрофф-авеню. Южной границей является Карлинг-авеню.
Посёлок возник в конце XIX века, когда торговцы землёй и недвижимостью расклеили по городу плакаты «Переезжайте в Уэстборо», обещая будущим жителям вид на Лаврентийские высоты. Название Уэстборо было изобретено примерно в это время и относилось к части геологической формации, которая в настоящее время носит название Холмы Гатино и находится в основном за рекой Оттава, в г. Гатино.
В 19 веке границами района были Макадам-роуд (ныне Ричмонд-роуд) и Беллс-Корнерс. Ныне Ричмонд-роуд делит Уэстборо примерно на две равные части, а на ней расположены многочисленные магазины. Раньше это место было деловым центром бывшего посёлка Непин. В старой Непинской ратуше на Ричмонд-роуд находился городской колокол, ставший позднее символом Непина, ныне входящего в состав Оттавы. В западной оконечности Уэстборо расположен Сад Мэпллон (en:Maplelawn Garden), где расположено второе по старине здание Оттавы (1831), причисленное к Национальным историческим памятникам Канады.
Ещё одной примечательной улицей является Черчилль-авеню. Ранее улица была известна под названием Мэйн-стрит (главная улица), но была переименована в честь У. Черчилля по окончании 2-й мировой войны. Через несколько кварталов к западу от неё находится Рузвельт-авеню, ранее именовавшаяся Ривер-роуд (речная дорога), поскольку раньше выходила на побережье реки Оттава. Помимо чествования лидеров стран коалиции, ещё одной причиной формирования была всё более тесная интеграция Непина с Оттавой, где уже имелись Ривер-роуд и Мэйн-стрит.
Уэстборо носил статус полицейского поселения в 1903—1949 гг, после чего вошёл в состав Оттавы. Ранее по Уэстборо ходил трамвай, единственным воспоминанием о котором остался зелёный газон вдоль Байрон-авеню.
В районе находятся две станции скоростного автобуса сети OC Transpo: Уэстборо и Доминион.
Сразу две школы округа Уэстборо (Хилсон-авеню и Элмдейл) занимали места в первой шестёрке в рейтинге школ Оттавы за 2012 г.
В состав Уэстборо входят несколько микрорайонов:
- Уэстборо-вилидж
- Карлингвуд
- Хэмптон-парк
- Хайленд-парк
- Лореншн-Вью
- Маккеллар-парк
- Вудрофф-Норт